# Cairn Bannoch
Cairn Bannoch är ett berg i Storbritannien.   Det ligger i kommunen Angus och riksdelen Skottland, i den norra delen av landet, 600 km norr om huvudstaden London. Toppen på Cairn Bannoch är 1 012 meter över havet, eller 82 meter över den omgivande terrängen. Bredden vid basen är 1,9 km.
Terrängen runt Cairn Bannoch är huvudsakligen kuperad.Runt Cairn Bannoch är det glesbefolkat, med 12 invånare per kvadratkilometer. Närmaste större samhälle är Ballater, 19,9 km nordost om Cairn Bannoch. Trakten runt Cairn Bannoch består i huvudsak av gräsmarker.